# Đột kích tàu USNS Card
Đột kích tàu USNS Card là trận đánh của Biệt động Sài Gòn đã gài bom đánh chìm chiếc tàu sân bay hộ tống USS Card (CVE-11) của Hải quân Mỹ.

## Bối cảnh
Tàu USNS Card nguyên là tàu sân bay hộ tống lớp Bogue, được đóng năm 1941, có chiều dài 151 mét, trọng lượng đầy tải 16.890 tấn, mang được 28 máy bay chiến đấu. Trong Thế chiến II, máy bay của nó đã trực tiếp hoặc góp sức đánh chìm 8 tàu ngầm Đức, trở thành 1 trong những chiếc tàu sân bay hộ tống giàu thành tích nhất của hải quân Mỹ.
Sau khi Thế chiến II kết thúc, vì ngân sách quân sự bị cắt giảm nhiều nên hải quân Mỹ đã loại bỏ phần lớn đội tàu sân bay hộ tống. Tuy nhiên, do giàu thành tích nên USS Card vẫn được tiếp tục phục vụ hải quân Mỹ với vai trò là tàu sân bay hỗ trợ (có nhiệm vụ chở máy bay, trực thăng và đạn dược đến các căn cứ quân sự Mỹ ở xa chính quốc, khi cần thì có thể săn tàu ngầm). Con tàu được điều khiển bởi một thủy thủ đoàn dân sự và có tiền tố là "USNS" (United States Naval Ship) thay vì "USS" (United States Ship) vì đang hoạt động nhưng được loại biên chế (non-commissioned). Ngày 7/5/1959, tàu sân bay USNS Card tiếp tục được phân loại lại là tàu chuyên vận chuyển máy bay cho Hải quân Mỹ (như AD-6 Skyraider) và trực thăng (ví dụ như loại UH-1) và đạn dược đi kèm, ký hiệu AKV-40.
Tháng 4/1964, USNS CARD di chuyển tới Cảng Sài Gòn. Trên tàu có 8 hàng máy bay với tổng số 39 chiếc, gồm các phi cơ trực thăng tháo rời UH-1 loại mới và phi cơ khu trục AD-6 nguyên chiếc. Đi theo tàu USNS CARD có hơn 70 thủy thủ đoàn và hàng trăm lính hải quân, binh lính Mỹ phụ trách việc bảo vệ, bốc dỡ hàng hóa, vũ khí.
Cảng Sài Gòn lúc đó được phòng bị cực kỳ nghiêm ngặt, đặc biệt là mỗi khi có tàu Mỹ cập cảng tiếp viện vũ khí cho chính phủ Sài Gòn.

## Kế hoạch
Khi biết thông tin một con tàu USS Card chở nhiều máy bay chiến đấu và nhiều vũ khí hạng nặng sắp cập cảng Sài Gòn, ông Lâm Sơn Náo - một chiến sĩ biệt động Sài Gòn gặp chỉ huy trình bày kế hoạch chi tiết và xin hai khối thuốc nổ TNT, mỗi khối nặng 44 kg cùng với 4 kg thuốc nổ C-4. Do bố ông Lâm Sơn Náo ngày trước là người xây dựng cống thoát nước xung quanh khu vực cảng nên ông rất rành đường đi nước bước hệ thống cống ngầm này. Ông khuyên Náo rằng cách tốt nhất để vào khu vực mà tàu Mỹ thường neo đậu là qua đường hầm cống đối diện Thủ Thiêm. Theo kế hoạch, ông đưa khối thuốc nổ vào cống và men theo đường cống ra ngay bờ cảng chỗ tàu neo đậu và cho nổ ở vị trí đó.
Để vận chuyển 80 kg thuốc nổ TNT và 4 kg thuốc nổ C-4, kèm theo lỉnh kỉnh đồng hồ, dây điện chỉ có thể dùng xuồng thợ hồ, vào cảng với danh nghĩa sửa chữa, giấu hàng tại gầm sân cảng trước khi tàu cập bến, cảnh sát lập hành lang cách ly. Nhưng đúng hôm ấy thì một đồng đội của ông Lâm Sơn Náo là thợ điện Nguyễn Văn Cậy bị sưng phù hai mắt (hậu quả nhiễm trùng do chui cống đánh tàu hụt lần trước). Lâm Sơn Náo phải tìm thợ hồ Nguyễn Phú Hùng (Hai Hùng) thay thế. Rủi thay, Hai Hùng đi vắng. Lúc ấy cơ hội gần như đã qua, vì tàu đã cặp cảng, lập tức dỡ hàng. Phải đến tối ngày 1/5/1964, ông Nguyễn Phú Hùng mới qua gặp ông Lâm Sơn Náo. Lúc này trên cảng đã đen đặc mật vụ, cảnh sát, dưới sông tàu tuần tiễu pha đèn sáng rực và tàu USS Card đã bốc xuống bờ khá nhiều máy bay.

## Diễn biến
Hai ông giả làm hai tay “thủy tặc” chuyên ăn hàng lậu từ tàu nước ngoài. Lâm Sơn Náo chèo xuồng băng qua khu vực cách ly tàu chiến Mỹ. Chưa ra tới giữa sông Sài Gòn, lập tức bị tàu cảnh sát, quân địa phương chặn lại. Vốn dĩ quá rành chuyện tàu nước ngoài tuồn hàng lậu cho đám thủy tặc trên sông, nên ông biết đám cảnh sát đòi chia phần. Gặp phải đám lính bảo an ở sát bờ Thủ Thiêm, Ba Náo cho xuồng tấp vào, kể đang đi mua hàng lậu từ tàu Mỹ, lấy hàng xong sẽ “chia phần” nên thoát được. Nhưng vừa ra gần giữa sông lại gặp tàu tuần tra cảnh sát, lần này Ba Náo tốn 500 đồng hối lộ cùng lời hứa “lại quả” và được đi tiếp. Nhờ vậy xuồng chở thuốc nổ của hai ông vào cống ngầm an toàn.
Hai ông đẩy xuồng đi hàng cây số tới 12 giờ đêm thì đến được thành tàu. Lúc 2 giờ sáng ngày 2/5/1964, 2 khối thuốc nổ TNT 80 kg và thuốc nổ C-4 được cài xong tại hai vị trí trọng yếu của tàu cách nhau 10m. Thời gian điểm hỏa được Lâm Sơn Náo rút ngắn vào 3 giờ sáng cùng ngày. Xong việc, cả hai chèo xuồng quay lại bờ Thủ Thiêm. Tàu cảnh sát, địa phương quân vẫn chờ đòi chia phần. Để thoát thân, Lâm Sơn Náo viện lý do không lấy được hàng, hối lộ cho cảnh sát gần 2.000 đồng rồi chèo xuồng về nhà chờ.
Đúng 3 giờ sáng ngày 2/5/1964, từ phía cảng Sài Gòn xuất hiện tiếng nổ long trời, xé tan màn đêm. Thủy thủ Mỹ kể lại: các mảnh kim loại bắn tung lên và rơi khắp nơi trên bến cảng, con tàu nhanh chóng nghiêng hẳn sang một bên. Vì quá bất ngờ và nước tràn vào quá nhanh, các thủy thủ Mỹ không thể thực hiện các biện pháp cứu hộ, họ phải nhanh chóng chạy thoát thân khỏi con tàu.

## Kết quả
Chính phủ Mỹ ban đầu phủ nhận thông tin có tàu chìm ở cảng Sài Gòn và nói với công chúng rằng tàu sân bay USNS Card chỉ bị hư hỏng nhẹ. Quân đội Mỹ bưng bít vụ việc, nhưng rồi sau đó vụ việc cũng bị lộ ra do có quá nhiều người ở bến cảng đã chứng kiến vụ chìm tàu. Các hãng thông tấn lớn của quốc tế và Sài Gòn đồng loạt đưa tin: "Tàu USS Card bị Việt Cộng đánh đắm trên sông Sài Gòn".
Tàu USS Card bị phá một mảng lớn với 1 lỗ thủng dài khoảng 24 m, nghiêng hẳn một bên, chìm xuống ở độ sâu 48 ft, tức khoảng 15 mét (là mức sâu nhất của sông Sài Gòn). Đài chỉ huy của con tàu cũng bị bẻ cong, biến dạng cấu trúc do vụ nổ. Phía Việt Nam tuyên bố vụ đánh chìm tàu đã làm chết và bị thương 120 lính Mỹ, phá hủy 23 máy bay gồm: 19 chiếc trực thăng Bell UH-1 Iroquois, 2 chiếc trinh sát L192, tiêm kích AD6. Quân Mỹ ban đầu tuyên bố không có ai bị thương vong, nhưng về sau họ xác nhận có 5 thủy thủ Mỹ bị chết trong vụ tấn công, nhưng không công bố số bị thương hoặc số lượng vũ khí bị chìm theo con tàu.
Để đỡ mất uy tín nên phía Mỹ quyết định trục vớt tàu USNS Card để sửa chữa. Mỹ điều hai tàu cứu hộ USS Reclaimer và USS Tawakoni đến cảng Sài Gòn để bơm nước ra khỏi tàu sân bay. Tới ngày 19/5, tàu USNS Card được vá tạm lỗ thủng và cho nổi trở lại, rồi được kéo sang Philippines và sau đó là qua hẳn Nhật Bản để thay thế các bộ phận bị hư hỏng, rồi quay lại phục vụ vào tháng 12 cùng năm. Tới năm 1970 thì bị cho nghỉ hưu chính thức.

## Vinh danh
Việc đánh chìm tàu chiến của Mỹ không chỉ gây thiệt hại về phương tiện chiến tranh mà còn tạo nên cú sốc tâm lý cho Mỹ và Việt Nam Cộng hòa. Đồng thời, đó cũng là sự động viên, khích lệ tinh thần cho quân dân Việt Nam hăng hái chiến đấu. Chủ tịch Fidel Castro đã gửi tặng Lâm Sơn Náo một khẩu súng ngắn Browning như một lời cổ vũ, ngợi khen chiến sĩ biệt động Việt Nam (Khẩu súng này hiện được lưu giữ trong Bảo tàng Lịch sử Quân sự Việt Nam).
Sau chiến công, Hồ Chủ tịch và Bộ Chỉ huy Miền đã gửi điện biểu dương các chiến sĩ Quân khu Sài Gòn - Gia Định. Đội biệt động 65 được tặng thưởng Huân chương Quân công hạng Nhì. Lâm Sơn Náo được tặng thưởng Huân chương Quân công giải phóng hạng ba, 2 chiến sĩ giúp vận chuyển thuốc nổ vào thành phố được tặng thưởng Huân chương Chiến công giải phóng hạng ba. Nhưng tên tuổi của họ được giữ bí mật để tránh bị địch truy bắt, chỉ lãnh đạo cấp cao được biết. Mãi đến năm 1974, tức là 10 năm sau, tại “Đại hội mừng công, chiến sĩ thi đua toàn Quân khu Sài Gòn - Gia Định” ở Củ Chi, đồng đội mới biết ông Ba Náo chính là người đánh chìm tàu USNS Card.
Để kỷ niệm sự kiện đáng ghi nhớ này, bưu điện nhà nước Việt Nam Dân chủ Cộng hòa đã ra một con tem đặc biệt với nội dung: Mặt trận Dân tộc Giải phóng miền Nam Việt Nam 1960-1964. Hàng không mẫu hạm của Mỹ bị đánh đắm ở bến cảng Sài Gòn. Giữa con tem là hình ảnh con tàu USS Card bị nổ.
Tạp chí History and Headlines bình luận: "Dù là những người Mỹ yêu nước, chúng tôi tại tạp chí History and Headlines thấy cần phải tôn vinh bất cứ ai có lòng can đảm đến mức độ đó. Lam Sơn Náo rõ ràng là một người đã chiến đấu vì tình yêu đất nước của ông ấy và xứng đáng được vinh danh. Chỉ với công nghệ thấp và một kế hoạch đơn giản, ông đã nhấn chìm cả một con tàu khổng lồ, thực sự đó là một trong những kỳ công cá nhân tuyệt vời trong Lịch sử chiến tranh Hải quân".

## Thông tin thêm
Sau vụ đánh chìm tàu USS Card, ông Nguyễn Phú Hùng bị địch bắt lính, sau đó ông trốn về chiến đấu và hy sinh trong một trận càn.
Tháng 2 năm 1967, trên đường vào công tác trong nội thành, Lâm Sơn Náo bị mật vụ phục kích và bắt được. Ông bị địch tra tấn dã man và đày ra Côn Đảo. Năm 1973, sau khi ký Hiệp định Paris, địch đưa ông cùng các anh em bị bệnh tật khu Chuồng cọp Côn Đảo về đất liền trả tự do không qua trao trả với âm mưu che giấu dư luận quốc tế. Về đất liền, Lâm Sơn Náo nhận con gái của người đồng đội Nguyễn Phú Hùng làm con nuôi (Sau này con trai ông và con gái nuôi thành vợ chồng).
Ông được tổ chức cơ sở đưa về trị bệnh gần 1 năm. Sau khi bình phục Lâm Sơn Náo trở lại Đội 1 Biệt động - Đặc công Thành thuộc Đoàn 199 Quân khu Sài Gòn Gia Định với cấp bậc Đại đội phó. Sau ngày đất nước thống nhất, Lâm Sơn Náo được Bộ Tư lệnh Thành phố Hồ Chí Minh điều động về quận 4 giữ chức vụ Chỉ huy Phó Quận đội quận 4, Ủy viên Ủy ban Mặt trận Dân tộc Giải phóng thành phố Hồ Chí Minh. Năm 1983, ông chuyển qua dân sự, đến năm 1994 thì nghỉ hưu và ngụ tại phường Tân Kiểng, Quận 7, Thành phố Hồ Chí Minh. Cho đến nay, ông vẫn chưa được tuyên dương danh hiệu Anh hùng Lực lượng vũ trang nhân dân với lý do quy trình thủ tục.